# Roderich Mojsisovics von Mojsvar
Roderich Mojsisovics von Mojsvar (alemany: Roderich Edmund Ladislaus Anton Julius)  (Graz, 10 de maig de 1877 - Bruck an der Mur, 30 de març de 1953) també es diu Roderick Mojsisovics, Roderich Edler von Mojsvár Mojsisovics, Roderich von Mojsisovics-Mojsvár. Fou un compositor austríac que va fundar i es responsabilitzà a Graz, de l'escola del "Musikverein für Steiermark".
Durant la seva direcció, la "Schule des Musikverein für Steiermark" es va transformar el 1920 en un conservatori. El 1939 el Conservatori es va dividir en dues parts, ara anomenades Kunst Universität Graz i el Konservatorium de Johann-Joseph-Fux Graz.
Les seves obres s'anomenarien romàntic tardà i mostren la influència de Max Reger. Durant la seva vida, les seves obres no van aconseguir gran popularitat. Com a professor Mojsisiovics va influir en Otto Siegl, Hans Holenia, Max Schönherr, Alois Pachernegg Waldemar Bloch, Alfons Vodosek i Grete von Zieritz.